# Carlo Alberto dalla Chiesa
 (mai 2016).
Si vous disposez d'ouvrages ou d'articles de référence ou si vous connaissez des sites web de qualité traitant du thème abordé ici, merci de compléter l'article en donnant les références utiles à sa vérifiabilité et en les liant à la section « Notes et références ».
Pour les articles homonymes, voir Chiesa.
Carlo Alberto dalla Chiesa, né le 27 septembre 1920 à Saluces (province de Coni) et mort le 3 septembre 1982 à Palerme, est un officier italien, résistant dans la période 1943-1944, devenu général des Carabiniers, nommé préfet de Sicile en 1982 dans le but de mener la lutte contre la Mafia et assassiné quelques mois après cette nomination.

## Biographie
Pendant la Seconde Guerre mondiale, Carlo Alberto dalla Chiesa est officier, notamment au Monténégro en 1941 ; après l'armistice de Cassibile (8 septembre 1943), entré dans les carabiniers, il refuse de participer à la répression contre les partisans et passe à la résistance. Il entre à Rome avec les Alliés pour participer à la protection des ministres de l'Italie libérée.
Après la guerre, il prend part à la répression du banditisme en Campanie, puis en Sicile (1949). Il y revient en 1966 et commence spécifiquement à combattre Cosa nostra.

### Lutte contre les Brigades rouges

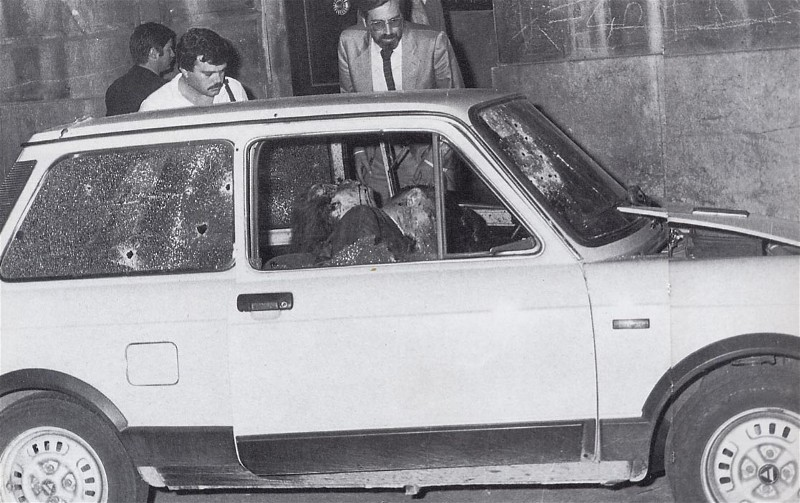
Voiture du général dalla Chiesa après son assassinat.

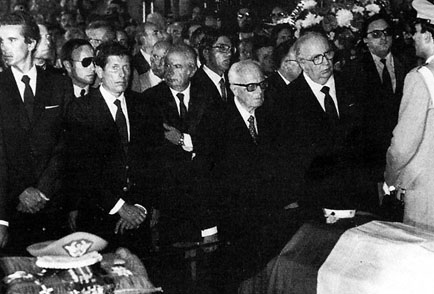
Le président Sandro Pertini à l'enterrement du général dalla Chiesa.

En 1974, il est nommé commandant des carabiniers de la région Piémont-Val d'Aoste et crée à Turin une structure de lutte contre le terrorisme, notamment des Brigades rouges ; elle s'illustre en septembre 1974 par la capture de deux brigadistes, Renato Curcio et Alberto Franceschini. opération permise par l'infiltration dans l'organisation terroriste de Silvano Girotto, connu aussi sous le surnom de frate mitra. Le général dalla Chiesa acquiert alors une grande notoriété, voire une aura de héros.

### Préfet de Palerme contre la mafia
Le 1er mai 1982, il est nommé préfet de Sicile avec pour objectif la lutte contre la Mafia. 
L'objectif du ministre de l'Intérieur Virginio Rognoni est de porter le combat contre Cosa nostra sur le plan civil, par la réorganisation de l’État en Sicile en la confiant à une personnalité forte et reconnue, dotée du titre de préfet plutôt que de commissaire.  
Cette nomination est contestée par plusieurs élus démocrates chrétiens siciliens, représentant le courant andréottien réputé proche des intérêts mafieux, dont le président de la région d'alors, Mario D'Acquisto. Il est lui-même conscient des risques de déranger les cercles politico-mafieux puisque, selon son journal, il rencontre Giulio Andreotti avant de se rendre en Sicile pour le prévenir qu'il ne protègera pas « ses soutiens politiques », puis cite dans L'Europeo en août 1982 parmi ses opposants sur l'île les andreottiens D'Acquisto, Salvatore Lima, Vito Ciancimino, Nello Martellucci, mais aussi Rosario Nicoletti, membre de l'aile gauche de la DC. 
Quatre mois après sa nomination, sans avoir encore obtenu les pouvoirs spéciaux promis par le gouvernement, Dalla Chiesa est assassiné dans sa voiture, ainsi que son épouse Emmanuela et son garde du corps Domenico Russo. L'opération a probablement été organisée par Pino Greco, un tueur aux ordres de Toto Riina, même si des doutes demeurent sur les motivations réelles du meurtre. Son fils, Nando Dalla Chiesa, accuse les dirigeants démocrates-chrétiens siciliens d'avoir permis ce meurtre, motivé par les déclarations publiques du préfet contre Cosa Nostra et le lien entre pègre et milieu politique. Ce meurtre accentue la distance entre l'Église sicilienne, qui commence à prendre la parole contre la mafia, et la DC qui nie encore l'ampleur du phénomène. 
L'indignation populaire que suscite cet attentat entraine l'adoption de la loi Rognoni-La Torre le 13 septembre 1982, qui crée le délit d’association mafieuse (art. 416 bis du Code pénal) et la possibilité de saisir les biens mafieux. Pour succéder au préfet, l'État italien crée également le Haut-commissariat pour la coordination de la lutte contre la délinquance mafieuse qui échoit à Emanuele De Francesco, chef des services secrets italiens.

## Distinctions
- Grand officier de l'ordre du Mérite de la République italienne (1980)
- Grand officier de l'ordre militaire d'Italie (1983)
- Chevalier de l'ordre de la Couronne d'Italie
- Récipiendaire de l'ordre militaire pro Merito Melitensi
- Chevalier de l'ordre souverain de Malte
- Chevalier de l'ordre équestre du Saint-Sépulcre

## Le général dalla Chiesa au cinéma
Les événements de Palerme ont fait l'objet en 1984 du film de Giuseppe Ferrara Cent Jours à Palerme (Cento Giorni a Palermo), avec Lino Ventura dans le rôle du général.